# Dmitrij Mamin-Sibirjak

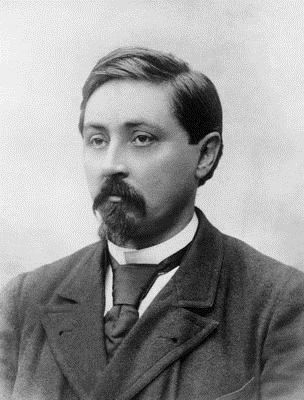
Dmitrij Mamin-Sibirjak nel 1885

Dmitrij Narkisovič Mamin-Sibirjak (Visimo-Sajtanskij, 25 ottobre 1852 – San Pietroburgo, 2 novembre 1912) è stato uno scrittore russo.

## Biografia

### Infanzia ed educazione
Nato in una famiglia di umile estrazione a Visim, nell'allora regione amministrativa negli Urali del Governatorato di Perm', Dmitrij ricevette la prima educazione nella propria casa di famiglia, per poi frequentare la locale scuola, dedicata ai figli dei lavoratori. Successivamente frequentò il Seminario teologico di Ekaterinburg (1866–1868) e il Seminario teologico di Perm' (fino al 1872). Nel 1872 entrò nella sezione veterinaria dell'Accademia medica di San Pietroburgo. Nel 1876, non avendo terminato l'Accademia, si trasferì alla Facoltà di Giurisprudenza dell'Università di San Pietroburgo. Qui studiò per un anno per poi abbandonare gli studi a causa delle proprie condizioni salute (inizio della tubercolosi) e delle difficoltà finanziarie.
Appena ventitreenne scrisse vari racconti e un anno dopo il suo primo romanzo (Nel gorgo delle passioni, 1876).
Nel 1877 fece ritorno in famiglia. L'anno successivo il padre tuttavia morì e tutte le responsabilità ricaddero su di lui. Per questo motivo, al fine di trovare lavoro ed educare i fratelli e la sorella, si trasferì con tutta la famiglia a Ekaterinburg, importante centro culturale. 

### Carriera
Quì si sposò con Marija Alekseeva, la quale divenne, oltre che amica e moglie, la sua assistente letteraria personale. Nel corso di questi anni fece numerosi viaggi nella regione degli Urali dove ne studiò storia, economia, etnografia e costumi.
Nel 1890 divorziò dalla moglie per sposare l'attrice Marija Abramova, attiva al teatro drammatico di Ekaterinburg. Si trasferì quindi a San Pietroburgo nel 1891, dove la moglie perì ad un anno di distanza dal parto lasciandolo solo con piccola figlia malata, Alënuška. Nel frattempo, le sue opere iniziarono a diffondersi tra gli ambienti proletari della zona, ottenendo consensi nei circoli rivoluzionari allora diffusi in Russia.

## Opere
- Nel gorgo delle passioni (V vodovorote strastej), romanzo, 1876
- Ot Urala do Moskvy, antologia, 1881-1882
- I milioni di Privalov (Privalovskie milliony), romanzo, 1883
- Il nido delle montagne (Gornoe gnezdo), novelle, 1884
- Sibirskie rasskazy, novelle, 1889
- I fratelli Gordeev (Brat'ja Gordeevy), romanzo, 1890
- L'oro (Zoloto), 1892
- Ochoniny brovi, novella, 1892
- Seraja Šejka, racconto per ragazzi, 1893
- Čerty iz žizni Pepko, romanzo, 1894
- Chleb, 1895
- Ural'skie rasskazy, antologia, 1895
- Le favole di Alënuška (Alënuškiny skazki), libri per ragazzi, 1894-1896
- Zarnicy, racconto per ragazzi, 1897
- Padajušče zvëzdy, romanzo, 1899
- Mumma, romanzo, 1907